# Кальшеницы
Кальшеницы — деревня в Алёховщинском сельском поселении Лодейнопольского района Ленинградской области.

## История
Деревня Кальшеницы упоминается на карте Санкт-Петербургской губернии Ф. Ф. Шуберта 1834 года.

КАЛЬШИНИЧИ — деревня принадлежит генерал-майору Корсакову и статскому советнику Клокачёву, число жителей по ревизии: 43 м. п., 40 ж. п. (1838 год)

КАСЬШЕНИЧИ — деревня коллежского советника Клокачёва и генерал-лейтенанта Корсакова, по просёлочной дороге, число дворов — 15, число душ — 18 м. п. (1856 год)

КАЛЬШЕНИЧИ — деревня владельческая при реке Оять, число дворов — 25, число жителей: 57 м. п., 57 ж. п. (1862 год)

В 1866—1867 годах временнообязанные крестьяне деревни выкупили свои земельные наделы у Ф. П. Клокачева и стали собственниками земли.
В конце XIX — начале XX века деревня административно относилась к Суббочинской волости 3-го стана Новоладожского уезда Санкт-Петербургской губернии.
По данным «Памятной книжки Санкт-Петербургской губернии» за 1905 год деревни Кальшиницы и Пилотовичи образовывали Кальшинское сельское общество.
С 1917 по 1922 год деревня входила в состав Кальшинского сельсовета Суббочинской волости Новоладожского уезда.
С 1922 года в составе Лодейнопольского уезда.
С февраля 1927 года в составе Шапшинской волости. С августа 1927 года в составе Оятского района. В 1927 году население деревни составляло 273 человека.
С 1928 года в составе Явшинского сельсовета.
Согласно карте Ленинградской области Северо-западного аэрогеодезического треста ГГУ издания 1932 года деревня насчитывала 25 крестьянских дворов.
По данным 1933 года деревня называлась Колышеницы и входила в состав Явшинского сельсовета Оятского района.

Деревня Кальшеницы на карте РККА 1940 года

С 1955 года в составе Лодейнопольского района.
В 1958 году население деревни составляло 58 человек.
С 1960 года в составе Тервенического сельсовета.
По данным 1966, 1973 и 1990 годов деревня Кальшеницы также входила в состав Тервенического сельсовета.
В 1997 году в деревне Кальшеницы Тервенической волости проживали 16 человек, в 2002 году постоянного населения не было
В 2007 году в деревне Кальшеницы Алёховщинского СП проживали 8 человек, в 2010 году — постоянного населения не было, в 2014 году — 3 человека.

## География
Деревня расположена в южной части района к западу от автодороги 41А-009 (Лодейное Поле — Чудово).
Расстояние до административного центра поселения — 42 км.
Расстояние до ближайшей железнодорожной станции Лодейное Поле — 64 км.
Деревня находится у истока рек Сарка и Вехкое.

## Демография
| 1838 | 1862 | 1927 | 1958 | 1997 | 2007 | 2010 |
| ---- | ---- | ---- | ---- | ---- | ---- | ---- |
| 83   | ↗111 | ↗273 | ↘58  | ↘16  | ↘8   | ↘0   |
| 2014 | 2015 | 2016 | 2017 |      |      |      |
| ↗3   | →3   | →3   | →3   |      |      |      |

Согласно данным Всероссийской переписи населения 2021 года в деревне постоянного населения не было.

## Инфраструктура
На 1 января 2014 года в деревне было зарегистрировано: хозяйств — 3, частных жилых домов — 10
На 1 января 2015 года в деревне было зарегистрировано: хозяйств — 3, жителей — 3.